# باتیگنی
باتیگنی (به فرانسوی: Battigny) یک کمون (فرانسه) در فرانسه است که در canton of Colombey-les-Belles واقع شده‌است. باتیگنی ۶٫۴۱ کیلومتر مربع مساحت دارد ۳۴۶ متر بالاتر از سطح دریا واقع شده‌است.